# Xenotrogus vitiensis
Xenotrogus vitiensis är en skalbaggsart som beskrevs av Leon Fairmaire 1881. Xenotrogus vitiensis ingår i släktet Xenotrogus och familjen Melolonthidae. Inga underarter finns listade i Catalogue of Life.